# Ohyda
Az Ohyda a Lady Pank együttes 1984-ben megjelent albuma.
A legtöbb dalt a következő felállásban vették fel (kivételek külön jelezve):
- Janusz Panasewicz – ének
- Jan Borysewicz - gitár, ének
- Edmund Stasiak – gitár
- Paweł Mścisławski – gitár
- Jarosław Szlagowski – basszusgitár

## Feldolgozások
1. "Zabij to" – 3:25
2. "Tango stulecia" – 5:00
3. "Czas na mały blues" – 4:20
4. "Rolling son" – 4:05
5. "Zabij to cz. II" – 3:30
6. "To jest tylko rock and roll" – 3:40
7. "Hotelowy kram" – 3:45
8. "A to ohyda" – 3:50
9. "Swojski Brodłej" – 4:00
10. "Szakal na Brodłeju" – 2:30